# Tata mía
Tata mía és una pel·lícula espanyola dirigida i escrita per José Luis Borau en 1986. La pel·lícula és protagonitzada per Carmen Maura i coprotagonitzada per Alfredo Landa, Imperio Argentina, Xabier Elorriaga, Miguel Rellán, Marisa Paredes i Julieta Serrano, entre d'altres. La banda sonora és de Jacobo Durán Loriga.

## Argument
La trama conta la història d'Elvira (Carmen Maura), filla d'un militar caigut en desgràcia, que va ingressar en un convent sent molt jove. L'abandona i torna a la seva casa de Madrid per a instal·lar-se amb la seva estimada tata (Imperio Argentina) buscant una ajuda per a superar la seva crisi. No obstant això el país ha canviat tant en els seus anys d'enclaustrament que poc o res té a veure amb els seus records d'infància.
Mentre el seu cobejós germà intenta apoderar-se de l'herència, ella intenta superar la mala relació que manté amb els homes entaulant amistat amb un historiador que investiga l'arxiu del seu pare.

## Repartiment
- Imperio Argentina - la tata
- Carmen Maura - Elvira Goicoechea
- Alfredo Landa - Teo
- Xabier Elorriaga - Peter
- Miguel Rellán - Alberto
- Emma Suárez -Cristina
- Marisa Paredes - Paloma

## Premis i candidatures
I edició dels Premis Goya
| Categoria                   | Persona         | Resultat  |
| --------------------------- | --------------- | --------- |
| Millor actor de repartiment | Miguel Rellán   | Guanyador |
| Millor guió original        | José Luis Borau | Candidat  |

Fotogramas de Plata 1986
| Categoria               | Persona      | Resultat  |
| ----------------------- | ------------ | --------- |
| Millor actriu de cinema | Carmen Maura | Candidata |